# 西田昌史
西田 昌史（にしだ まさふみ、1959年7月8日 - ）は、日本のシンガーソングライター、音楽プロデューサー、ハードロックバンドEARTHSHAKERのヴォーカル。福岡県出身。
愛称はMARCY（マーシー）で、ソロ名義としてMARCYと名乗ることもある。血液型はB型。
既婚。2児の父。

## 経歴
1980年、EARTHSHAKERを脱退した二井原実 の後任ボーカリストとして加入し、以来バンドのフロントマンを務める。また、二井原とは加入前から交流があり、これが後の西寺実の結成へと繋がる。
1988年、ビーイングに在籍し、T-BOLAN、FEEL SO BADの音楽プロデューサーとしての活動を開始。同年、SHOW-YAの寺田恵子と音楽ユニット「HIPS」を結成し、テレビアニメ『超音戦士ボーグマン』後期OP/ED曲を担当した。
1993年、EARTHSHAKERが解散を発表する（正式な解散は1994年）。
1998年、the MARCY BANDを結成する。
1999年、EARTHSHAKERを再結成する。
2008年、SHOW-YAの寺田恵子、LOUDNESSの二井原実と共に音楽ユニット「西寺実」を結成した。
バンド以外ではソロ名義での活動の他、他ミュージシャンのプロデュースを行ったり、MARCY’S VOXというヴォーカルスクールを開く等、幅広く活動している。

## ディスコグラフィ

### アルバム
|                                | 発売日                    | タイトル                  | 規格                      | 規格品番                  |                           |
| 東芝EMI／イーストワールド      | 東芝EMI／イーストワールド | 東芝EMI／イーストワールド | 東芝EMI／イーストワールド | 東芝EMI／イーストワールド | 東芝EMI／イーストワールド |
| ------------------------------ | ------------------------- | ------------------------- | ------------------------- | ------------------------- | ------------------------- |
| 1st                            | 1988年12月21日            | 夜をぶっ飛ばせ!           | LP                        | RT28-5366                 |                           |
| 1st                            | 1988年12月21日            | 夜をぶっ飛ばせ!           | CT                        | ZT28-5366                 |                           |
| 1st                            | 1988年12月21日            | 夜をぶっ飛ばせ!           | CD                        | CT32-5366                 |                           |
| ポニーキャニオン／ザ・ロックス |                           |                           |                           |                           |                           |
| 2nd                            | 1998年12月18日            | Re-Set                    | CD                        | PCCA-01264                |                           |
| WIDE TREAD                     |                           |                           |                           |                           |                           |
| 3rd                            | 2000年3月22日             | Our Way                   | CD                        | WT-0001                   |                           |
| 4th                            | 2000年11月13日            | 言葉にかえて              | CD                        | WTC-5002                  |                           |
| キングレコード／ネクサス       |                           |                           |                           |                           |                           |
| 5th                            | 2013年5月22日             | MARCY                     | CD                        | KICS-1907                 |                           |

|                          | 発売日        | タイトル  | 規格      | 規格品番  |           |
| BLACK BOX                | BLACK BOX     | BLACK BOX | BLACK BOX | BLACK BOX | BLACK BOX |
| ------------------------ | ------------- | --------- | --------- | --------- | --------- |
| セルフカバー             | 2000年        | DULCIMER  | CD        | JOTA-1001 |           |
| キングレコード／ネクサス |               |           |           |           |           |
| 1st                      | 2018年11月7日 | GARAGE    | CD        | KICS-3752 |           |

### 参加作品
| 発売日         | 商品名          | 歌   | 楽曲                | 備考                                                       |
| -------------- | --------------- | ---- | ------------------- | ---------------------------------------------------------- |
| 1988年11月30日 | 夜をぶっとばせ! | HIPS | 「夜をぶっとばせ!」 | 日本テレビ系アニメ『超音戦士ボーグマン』オープニングテーマ |
| 1988年11月30日 | 夜をぶっとばせ! | HIPS | 「Tender」          | 日本テレビ系アニメ『超音戦士ボーグマン』エンディングテーマ |

## 楽曲提供

### 作詞・作曲
- 真田広之「HELLO GOOD BYE」

### 作曲
- アン・ルイス
  - 「NO MORE GAMANしたくない」「月下の獣達」「これ以上の愛」「殉愛」「接吻 -BELIEVE-」「天使よ故郷を見よ」
- 犬神サーカス団「ウロコの女」「恋の炎」「背徳の扉」「方舟」
- 川島だりあ「ALONE」
- 久宝留理子「誰かのものじゃない」
- 結城めぐみ「走り出したマドンナ」
- 斉藤さおり（現：麻倉あきら）
  - 「サソリスト」「嫉妬」「1000年先まで」「目がすべて」「愛するひとよ」
- 須藤和美「…絶句」「涙のFLAVOR」「汚れたMONEY」
- 永山尚太「幸い住む島」
- 横須賀ゆめな
  - 「YOU & YOU」「青の少女」「君の裏側」「じゃれ猫」「大切な痛み」「誰か助けて」「メビウスの輪」「模様」

### 作曲・編曲
- 川島だりあ
  - 「Shiny Day」「Get it on（倉田冬樹と共同編曲）」
- 横須賀ゆめな「WINGS」「ここにいるから」

### 編曲
- 川島だりあ
  - 「Don't Look Back（倉田冬樹と共同）」「悲しき自由の果てに」「Waiting」
- GAM「Thanks!」
- 後藤真希「横浜蜃気楼」
- T-BOLAN「悲しみが痛いよ」「離したくはない」